# Capo Carbonara (traghetto)
La Capo Carbonara era una nave traghetto della classe Capo. Derivata dalla trasformazione in traghetto passeggeri del ro-ro merci Adria, costruito per il Lloyd Triestino nel 1981, rimase in servizio con questo nome per Tirrenia dal 1988 al 2004.

## Caratteristiche
Originariamente la nave era un ro-ro merci con caratteristiche molto simili alle navi della classe Staffetta Mediterranea. Nel 1988 l'imbarcazione fu acquistata da Tirrenia insieme alle gemelle Apulia e Torre del Greco e alla quasi gemella Julia: ad eccezione dell'ultima le navi furono trasformate in traghetti passeggeri per far fronte all'enorme aumento dei traffici passeggeri verso la Sardegna in atto in quegli anni.
I lavori di conversione, avvenuti a Trieste, comportarono l'allungamento delle sovrastrutture fino a poppa: l'unica ciminiera centrale presente inizialmente fu spostata a sinistra, mentre a dritta fu costruito un fumaiolo posticcio. Dopo la trasformazione la stazza lorda della nave passò a 17.961 tonnellate; rinominata Capo Carbonara, poteva trasportare circa 1500 passeggeri e 340 automobili e disponeva di bar, ristorante, self-service, sala giochi, poltrone di seconda classe, 91 cabine di prima classe e 129 cabine di seconda classe, per un totale di 760 posti letto.

## Servizio
La nave, varata il 30 luglio 1980 nel cantiere navale di Ancona, fu consegnata al Lloyd triestino il 3 marzo 1981, entrando in servizio nei collegamenti tra Trieste e l'Africa orientale. Durante il suo primo viaggio, mentre era diretta a Dar es Salaam, la nave si incagliò su una barriera corallina nei pressi degli Stretti di Tiran, venendo liberata pochi giorni più tardi.
Nel 1988 la nave fu venduta alla Tirrenia, che ne decise la conversione in traghetto passeggeri, avvenuta a Genova. Rientrata in servizio nel 1989 con il nome di Capo Carbonara, la nave fu impiegata nei collegamenti verso Sardegna e Sicilia fino all'ottobre 1998, quando fu messa in vendita e disarmata a Cagliari. La compagnia di navigazione non riuscì però a trovare acquirenti e nel novembre 2003 la nave fu venduta a demolitori indiani, partendo dall'Italia a inizio 2004 con il nome mutato in Naples e arrivando ad Alang nel marzo del 2004.

## Origine del nome
Dopo la trasformazione in traghetto passeggeri la nave fu rinominata Capo Carbonara, in riferimento all'omonimo promontorio situato nel comune di Villasimius, nel sud della Sardegna.

## Navi gemelle
- Capo Sandalo
- Capo Spartivento
- Prima della trasformazione in traghetto passeggeri la nave era molto simile esteriormente sia alle tre unità della classe Staffetta Mediterranea che alla Julia (poi Campania, Guido e Carlo Morace), dalle quali si differenziava però per alcuni dettagli.